# Партнерська програма
Партнерська програма (англ. affiliate program) — це форма ділової співпраці між продавцем певного товару чи послуги в мережі Інтернет і партнерами (англ. affiliates), при якому партнери привертають користувачів на сайт продавця, за що отримують винагороду у вигляді відсотка  від продажів або фіксованої суми за якусь заздалегідь визначену дію користувача (покупку товару, заповнення форми, відвідування користувачем певних сторінок тощо).
Ідея партнерської програми полягає у тому, що організатор партнерської програми пропонує вебмайстрам розмістити рекламу на сторінках їхніх сайтів. При цьому організатор партнерської програми зобов'язується оплачувати рекламні послуги партнерів на певних умовах. По суті, партнер є підрядником, що рекламує ресурс рекламодавця, розміщуючи рекламу на своєму ресурсі і/або іншим чином, що є дозволеним правилами і не порушує законів.
Партнерські програми є одним з найефективніших інструментів інтернет-маркетингу, і використовується більшістю крупних сайтів. Партнерська програма вигідна як організатору, так і учасникам. Організатор розширює аудиторію свого сайту, продає більше товарів чи послуг, а учасник отримує винагороду. Сайти, які привертають ту ж аудиторію, що і сайт-рекламодавець, але не є конкурентами, — це потенційні партнери.
Для участі в партнерській програмі власникові сайту необхідно зареєструватися, згенерувати HTML-код партнерського банера або посилання (це робиться автоматично на сайті організатора) і вставити отриманий код в код своїх сторінок, розмістивши тим самим банери або посилання організатора на своєму сайті. В більшості випадків прийом сайту в партнерську програму здійснюється тільки після його перевірки модератором партнерської програми.

## Різновиди партнерських програм
Класифікувати партнерські програми можна залежно від того, за що вони платять гроші. Існує кілька схем, за якими можуть платити учасникам:
- фіксована оплата за час розміщення реклами (англ. Flat fee advertising, FFA)
- оплата за продаж (англ. Cost Per Sale, CPS)
- оплата за дію (англ. Cost Per Action, CPA) PPA
- оплата за клік (англ. CPC — Cost Per Click) PPC
- оплата за показ (англ. Cost Per Impression, CPI) Pay Per Impression
- комбіновані схеми оплати

Фіксована плата (англ. Flat Fee Advertising) — популярна цінова модель розміщення реклами за певний календарний період часу без урахування кількості показів і кліків. Модель FPA — одна з найпопулярніших цінових моделей розміщення реклами в мережі Інтернет. Розмір плати встановлюється залежно від відвідуваності сторінок, тематики сервера, розташування реклами на сторінці.
CPS — Cost Per Sale
Оплата за продаж англ.(Cost per sale, CPS) — цінова модель, коли рекламодавець платить у разі покупки відвідувачем товару. Найчастіше партнер отримує певний відсоток від вартості товару. Інша назва терміну — PPS (Pay Per Sale). Модель CPS є найвигіднішою з точки зору рекламодавця.
CPC — Cost Per Click
Інша назва терміну — PPC (англ. Pay Per Click). Є вартістю кліка, тобто сумою, яку рекламодавець платить за один клік по своєму банеру або посиланню. Популярність CPC була значно підірвана через випадки штучного накручування кліків недобросовісними партнерами (англ. Click fraud). Це — один з видів мережевого шахрайства, коли за допомогою автоматизованих скриптів або програм імітують клік користувача по рекламних оголошеннях та банерах.
CPV (вартість за відвідувача — дуже близька до CPC інша цінова модель, англ. Cost per Visit). Вона аналогічна CPC, але складніше піддається підрахунку (облік можна вести тільки безпосередньо на стороні рекламодавця).
За схемою CPV ціна встановлюється за відвідувачів, що потрапили на сайт рекламодавця (як правило, за 1000).
CPI — Cost Per Impression
Є вартістю показу банера або посилання, тобто сумою, яку рекламодавець платить за один показ банера або посилання. Інша назва терміну — PPI (англ. Pay Per Impression). Коли вартість визначається за 1000 показів, це називається CPM. CPM — (англ. CPM Cost per thousand, або Cost per millennium; M — римська цифра «тисяча») — вартість за тисячу показів реклами, зазвичай банерів. Розрахунок йде за кількість показів, підрахунок яких веде програма. Система вважає, що показ був здійснений, якщо браузер користувача завантажив банер.
CPA — оплата за дію (англ.Cost Per Action, Pay Per Action, PPA)
Вартість за дію — цінова модель, при якій рекламодавець платить тому, хто розмістив рекламу, за конкретні дії привернутих відвідувачів: зазвичай це заповнення реєстраційних форм, підписка на розсилання та ін. Є ще один англомовний термін для цієї цінової моделі — CPL (англ. Cost Per Lead). Рекламодавець платить у разі реєстрації відвідувача або заповнення ним анкети. Інша назва терміну — PPL (Pay Per Lead).
Комбіновані схеми оплати
Деякі партнерські програми суміщають декілька варіантів оплати, наприклад, платять як за покази та кліки, так і комісійні від продажів. Розмір винагороди, цінові моделі, терміни виплат визначаються кожною партнерською програмою окремо та публікуються в умовах участі в партнерській програмі на вебсайті організатора.

## Багаторівневі партнерські програми
Також є партнерські програми, які платять не тільки за відвідувачів, але й за привернутих партнером інших партнерів. В цьому випадку той партнер, хто привертає іншого партнера до програми, отримує деякий відсоток від його заробітків (він НЕ віднімається із цих заробітків, комісійні платить сама партнерська програма).
Така система приносить прибуток цілої ієрархічної мережі партнерів, що можуть навіть і не підозрювати про існування одне одного, і приносить значний прибуток тим, хто перебуває на вершині цієї структури.

## Виплата партнерської винагороди
Розмір винагороди, способи та термін виплат визначаються кожною партнерською програмою окремо та публікуються в умовах участі в партнерській програмі. Іноді, залежно від якості і відвідуваності сайту партнера, умови оплати можуть бути змінені. Як правило, партнерські програми практикують виплати в певні терміни, частіше за все — один-два рази на місяць. Практично у всіх партнерських програмах є мінімальний розмір виплат, тобто доки партнер не набере певну суму на своєму рахунку, він не може отримати грошей. Виплати здійснюються за допомогою систем електронних платежів, чеками, банківськими переказами тощо.

## Управління партнерською програмою
Для успішної реалізації партнерської програми організатор мусить точно відстежувати кількість покупок або інших дій користувачів, мати надійну систему нараховування та виплати комісії, не забувати про контроль та відстеження зловживань, а також постійно просувати свою партнерську програми у мережі Інтернет.
Для організації партнерської програми компанії використовують спеціальне програмне забезпечення, що забезпечує:
- Реєстрацію партнерів і підтримку призначеного для користувача інтерфейсу;
- Підрахунок відвідувачів, що прийшли по посиланнях з сайтів партнерів, реєстрацію їхніх покупок та інших дій на сайті організатора;
- Підрахунок кількості показів банерів і текстових посилань організатора на сайтах партнерів;
- Ведення рахунків партнерів і розрахунок винагороди;
- Автоматичне відстежування зловживань з боку партнерів. Збір і аналіз статистики як в автоматичному, так і в ручному режимі.

Функціонування успішної партнерської програми вимагає постійної роботи над нею. У партнерських програмах великих компаній, як правило, наймають окремих спеціалістів, які працюють тільки над забезпеченням роботи партнерської програми.

## Зловживання та шахрайство в партнерських програмах

### З боку організаторів партнерських програм
Серйозній компанії-організатору партнерської програми немає сенсу дурити партнерів: така «економія» на виплатах завдає значної шкоди репутації і врешті-решт призводить до збитків. Але не виключені випадки, коли організатори або менеджери партнерської програми можуть виявитися недобросовісними.
Корінь проблеми полягає у тому, що статистику по партнерах (від кого скільки відвідувачів прийшло, хто з них скільки купив), а також виплатами комісійних займається, як правило, сам організатор-рекламодавець. Партнери деяких партнерських програм скаржаться на надання недостовірних статистичних даних (заниження показників партнера), тяганину/затягування виплати або зменшення заздалегідь обговорених норм виплат. Зустрічаються і необґрунтовані звинувачення партнера у шахрайських методах привертання трафіку та відмова платити за нього.

### З боку партнерів
Для організатора-рекламодавця найбезпечнішою моделлю оплати в партнерських програмах є виплата партнерам відсотка з продажів або фіксованої винагороди за кожний продаж, коли партнерові виплачують комісійні зі вже отриманого доходу. В інших випадках, залежно від того, що оплачують в партнерській програмі, недобросовісні партнери можуть застосовувати «накручування» (штучне збільшення кількості) показів, переходів по банерах або фальшиві реєстрації. Такі методи відстежуються партнерськими програмами, і нечесних партнерів штрафують чи виключають з партнерської програми. Слід зазначити, що якщо недобросовісний партнер використовує деякі заборонені методи реклами, наприклад, розсилання спаму, це завдає великої шкоди репутації організатора партнерської програми.